# 系马桩街道
系马桩街道是中华人民共和国江西省南昌市西湖区下辖的一个街道办事处。

## 行政区划
系马桩街道下辖以下村级行政区划单位：
东书院社区、松柏巷社区、天主堂社区、骆家花园社区、南海行宫社区、孺子路社区、六眼井社区、系马桩社区、三眼井社区、应天寺社区和省委党校家委会。